# Philalanka
Philalanka is een geslacht van weekdieren uit de klasse van de Gastropoda (slakken).

## Soorten
- Philalanka anomphala Vermeulen, Liew & Schilthuizen, 2015
- Philalanka kusana (Aldrich, 1889)
- Philalanka lieftincki van Benthem Jutting, 1953
- Philalanka malimgunung Vermeulen, Liew & Schilthuizen, 2015
- Philalanka micromphala van Benthem Jutting, 1952
- Philalanka moluensis (E. A. Smith, 1893)
- Philalanka obscura Vermeulen, Liew & Schilthuizen, 2015
- Philalanka rugulosa Vermeulen, Liew & Schilthuizen, 2015
- Philalanka secessa Godwin-Austen, 1898
- Philalanka tambunanensis Vermeulen, Liew & Schilthuizen, 2015
- Philalanka thienemanni B. Rensch, 1932